# Судија (спорт)
Судија је особа која надзире игру и поштовање њених правила у различитим спортовима. Неопходно је да сам судија познаје правила игре, буде непристрастан при доношењу одлука, а у неким спортовима је потребна и физичка спремност. Поједини спортови имају више судија или једног главног судију уз више помоћних ради боље прегледности игре. Судије су обучене у другачије дресове од играча, најчешће у црно-бели.